# ليونارد وليامز
ليونارد وليامز (بالإنجليزية: Arthur Leonard Williams)‏ هو نقابي وسياسي بريطاني (وحمل سابقاً جنسية المملكة المتحدة لبريطانيا العظمى وأيرلندا)، ولد في 22 يناير 1904 في المملكة المتحدة، وتوفي في 27 ديسمبر 1972 في بورت لويس في موريشيوس. حزبياً، نشط في حزب العمال. وقد انتخب Governor-General of Mauritius ‏ (3 سبتمبر 1968 – 27 ديسمبر 1972) وانتخب حاكم عام موريشيوس (3 سبتمبر 1968 – 27 ديسمبر 1972).

## روابط خارجية
- ليونارد وليامز على موقع مونزينجر (الألمانية)